# Tweedia aucaensis
Tweedia aucaensis är en oleanderväxtart som beskrevs av G.H. Rua. Tweedia aucaensis ingår i släktet Tweedia och familjen oleanderväxter. Inga underarter finns listade i Catalogue of Life.